# Placogorgia pallida
Placogorgia pallida is een zachte koraalsoort uit de familie Plexauridae. De koraalsoort komt uit het geslacht Placogorgia. Placogorgia pallida werd in 1910 voor het eerst wetenschappelijk beschreven door Nutting. 